# Воєнний комунізм
Воє́нний комуні́зм — ретроспективна назва внутрішньої політики більшовиків у 1918—1921 роках під час Громадянської війни. Основною ціллю більшовиків було утримання власної влади в країні та забезпечення Червоної гвардії та Червоної Армії продовольством та іншими необхідними ресурсами — в умовах війни, відсутності легітимної політичної влади та недіяльності звичайних економічних механізмів керування економікою та народним господарством.
Рішення про припинення воєнного комунізму та перехід до НЕПу було прийнято 21 березня 1921 року на X з'їзді РКП (б).

## Походження назви
Поняття «воєнний комунізм» ввів в політичний лексикон, теоретично обґрунтував та пояснив, російський марксист-теоретик О. О. Богданов у своїй лекції «Доля робочої партії та нинішньої революції» в грудні 1917, яка в січні 1918 р. була надрукована окремою статтею.
В офіційній радянській політичній лексиці поняття «Воєнний комунізм» поширилося дещо пізніше — після використання його в промовах навесні 1921 р. на X-му з'їзді РКП (б) В. І. Леніним та іншими його соратниками. Без посилання на першоджерело-автора, Ленін використав цей термін ретроспективно — для виправдання попередньої політики більшовиків: «Надто поспішний, прямолінійний, непідготований „комунізм“ наш викликався війною й неможливістю ні дістати товари, ні пустити фабрики». Одночасно із взяттям терміну в лапки пропонувалася схема пояснення провалу політики, яка передувала НЕПові: обумовлена війною господарська розруха. Насправді, однак, саме розруха стала наслідком цієї політики, адже громадянська війна розпочалася фактично тільки з літа 1918 року, тобто одночасно з активним проведенням політики воєнного комунізму, і відповідно він ніяк не міг бути реакцією на неї. Дійсно, проводився воєнний комунізм в складні часи громадянської війни і багато заходів були реакцією на поточну ситуацію, однак у своїй основі «воєнний комунізм» був аж ніяк не воєнним, а саме безпосередньою спробою побудови комуністичного ладу. Тож усю політику воєнного комунізму слід розглядати не як вимушені дії більшовиків, а як їх зумисну програмну політику. Воєнний комунізм був не «збоєм» системи — це був закономірний результат втілення в життя комуністичної доктрини.
|                           | «Не можна відгороджуватися словами:« то була епоха воєнного комунізму, а тепер епоха НЕПу». По-перше, не треба так захоплюватися, не треба до втрати почуттів повторювати: «воєнний», «воєнний комунізм». Що ж це, як не мислення штампами? Наклеїли люди ярличок: «воєнний комунізм» — і заспокоїлися. А коли доводиться подумати, то до цього ярлику як втамовуючого сумніви засобу і апелюють: сказано адже — «воєнний комунізм» - чого вже тут турбуватися; тепер «епоха» НЕПу — нічого не вдієш. І саме та обставина, що «воєнний комунізм <...> зовсім не був тільки воєнним — до чого звикли любителі ярличкової фразеології — самим блискучим і повним чином ілюструє твердження про те, що невідчуваєма форма робить неможливим і реальне відчуття змісту»Оригінальний текст (рос.) «Нельзя отделываться словами: «то была эпоха военного куммунизма, а теперь эпоха нэпа». Во-первых, не надо так увлекаться, не надо до бесчуствия повторять: «военный», «военный коммунизм». Что же это, как не мышление штампами? Наклеили люди ярлычок: «военный коммунизм» - и успокоились. А когда приходится подумать, то к этому ярлыку в качестве утоляющего сомнения средства и апеллируют: сказано ведь – «военный коммунизм» — чего уж тут беспокоится; теперь «эпоха непа» - ничего не попишешь. И именно то обстоятельство, что «военный коммунизм <…> вовсе не был только военным – к чему привыкли любители ярлычковой фразеологии – самым блестящим и полным образом иллюстрирует утверждение о том, что неощущаемая форма делает невозможным и реальное ощущение содержания» |
| — Г. О. Винокур 1923: 114 | |

## Більшовицька ідея
В основу воєнного комунізму була покладена ідея відмови від капіталізму та швидкого революційного переходу до комуністичного ладу шляхом одержавлення власності, згортання товарно-грошових відносин, тотального підпорядкування суспільних, групових, індивідуальних інтересів державним. В економіці — це обвальна націоналізація промислових підприємств, поміщицьких маєтків, торговельних закладів. Воєнний комунізм передбачав примусовий державний перерозподіл ресурсів, у тому числі предметів і товарів широкого вжитку та продовольства, державну монополію на хліб та інші харчові продукти. Практичним утіленням останньої стала так звана продрозкладка за допомогою спеціальних продовольчих загонів. У політичному житті — це перетворення Рад із широких представницьких органів на органи диктатури з обмеженням виборчих прав, масова заміна Рад ревкомами, комбідами, переслідування опозиційних партій, створення привілейованих умов для РКП(б). В ідеології та культурі воєннокомуністичні заходи полягали в пропаганді комунізму, запереченні старих культурних надбань, у формалістичних пошуках нового в літературі й мистецтві.
В галузі економіки політика воєнного комунізму зазнала повного краху, і Ленін був змушений починаючи з Х з'їзду РКП(б) (березень 1921) визнати її недієвість і шукати шляхи відступу, компромісу з народними масами, невдоволення яких набрало характеру політичної кризи. На зміну воєнному комунізму прийшла нова економічна політика. В Україні вона була запроваджена з осені 1921.

## Загальна політика

### Одержавлення промисловості
Одержавлення промисловості проводилося в формі націоналізації. Націоналізація стосувалася не лише великих, а й середніх та дрібних підприємств. Здійснити її єдиним актом виявилося неможливим (як неможливо в наші дні відразу здійснити приватизацію). З'явилося поняття «червоногвардійської атаки на капітал», суть якого полягала в «перетравлюванні» управлінськими органами держави відчужених у власників підприємств. Соціалізація землі і націоналізація банків, залізниць, морського і річкового транспорту розпочалися ще наприкінці 1917, у травні 1918 відбулася націоналізація цукрової промисловості й заводів транспортного машинобудування, у червні 1918 — нафтової, промисловості й великих підприємств усіх інших галузей. З літа 1919 прискореними темпами націоналізувалися середні підприємства, а з 29 жовтня 1920 — усі дрібні підприємства. Органи управління не встигали «перетравлювати» підприємства, внаслідок чого вони зупинялися.
Націоналізація не знищила відчуженості робочої сили від засобів виробництва, але ліквідувала господаря-власника. Новий хазяїн в особі державного органу не мав матеріального інтересу, був безликим до абстрактності й нездатним щоденно займатися конкретним виробництвом. З'явилася об'єктивна потреба в розробці критеріїв і нормативів, які можна було б прикласти до всіх керованих об'єктів одночасно. Налагодження обліку величезної маси натуральних показників, розробка кошторисів, планів та звітів, організація поопераційного контролю і перевірка завжди завищуваних заявок вимагали величезної армії обліковців і контролерів такої кількості чесних спеціалістів не було, та й не могло бути.

### Централізація
Над одержавленими підприємствами почав стрімко розгалужуватися управлінський апарат у вигляді главків (головних управлінь) Вищої ради народного господарства (ВРНГ), центрів, трестів тощо. Вся ця система відома ще й під назвою «главкізм». Головні комітети (Головпраця, Головторф, Головтекстиль, Головшкіра, Головодяг, Головпал, Голов-крохмаль та інші)- стали основою управління найважливішими галузями економіки. В них зосереджувався увесь розподіл сировини, напівфабрикатів та виробленої продукції. Усі проміжні ланки в управлінні скасовувалися: гол. комітети безпосередньо керували підприємствами і прямо підпорядковувалися Президії ВРНГ. Схема управління була спрямована на втілення в життя умоглядних схем безтоварної економіки, намагалася здійснити нездійсненне: налагодити управління з одного центру всією масою підприємств.

### Позаекономічний примус
Відбувалося закріплення робітників і службовців за підприємствами та установами. Спочатку вона охоплювала військову промисловість, з листопада 1918 — залізниці, а згодом й усі інші галузі. Робітники багатьох підприємств переводилися на становище військовослужбовців. Встановлювались обов'язкові середні норми виробництва. Самовільне залишення підприємства прирівнювалося до дезертирства і каралося за законами воєн. часу. До праці в цивільних установах у примусовому порядку залучалися червоноармійці або все працездатне доросле населення у порядку трудової повинності.
У виробництві, організованому по-комуністичному, не можна було обійтися без трудової повинності. Робітники за роботу отримували натуральний пайок і фактично перетворилися на підневільну робочу силу. Примусовість праці випливала з самої ідеї цілком позбавленого ринкових важелів планового господарства. Небажання робітника працювати там і тоді, де й коли це було необхідно, викликало з боку держави гостру реакцію. Влада сприймала його як контрреволюційний виступ. З'явилося поняття «дезертир трудового фронту».
При Раді Оборони (з квітня 1920 року — Рада праці та оборони) було створено Головний комітет зі здійснення трудової повинності (Головкомтруд) із мережею місцевих установ.

### Система розподілу та продовольча програма
Кроком у напрямі докорінної реорганізації виробничих відносин у дусі комуністичної доктрини був декрет «Про організацію постачання населенню всіма продуктами та предметами особистого споживання та домашнього господарства» від 21 листопада 1918 року. Декрет покладав на наркомат продовольства обов'язки щодо заготівлі й розподілу серед населення всього того, що воно набувало раніше через торгівлю.
Керуючись логікою декрету, заготівельники почали накладати на селян обов'язкові завдання, розкладаючи їх по дворах, селах, волостях і повітах. За цих умов стала неминучою поява продрозкладки (в українській мові побутує й російський замінник: продрозкладка). Декрет Раднаркому про хлібну та фуражну розкладку з'явився 11 січня 1919 року. Спочатку продрозкладка охоплювала лише хліб і фураж, згодом поширилася на картоплю і м'ясо, а 1920 — на все продовольство.
Розкладка не була податком, бо не прив'язувалася до обсягу продукції в певному відсоткові. Величина її визначалася двома чинниками: потребами держави у продовольстві та здатністю наркомпроду та його воєнізованих підрозділів вилучати продукцію у селян. Тобто, продрозкладка була реквізицією.
В містах було введено систему «пайків», які розподілялися за «класовим принципом»: більше — вищим чиновникам апарату, майже нічого — так званим «нетрудовим елементам» і членам їх сімей. Таким чином, сфера торгівлі звужувалася; вона все більше перетворювалася в незаконну, з точки зору влади, діяльність. Спочатку карткова система поширилася на хліб, цукор, сіль, сірники, мило, гас, згодом — на молоко та молокопродукти, тютюн, взуття тощо. Слід вказати, що система розподілу продовольства була вкрай неефективною, величезна робота з обліку та роздачі пайків не була, та й не могла бути, зроблена в повному обсязі за відсутності налагодженої системи та спеціалістів. Внаслідок цього значна частина, а часом і більшість, продовольства просто не розподілялося й лежало в містах на складах, хоч одночасно населення потерпало від нестачі їжі.
Приватна торгівля заборонялася, було націоналізовано приватні торгові заклади, гуртові склади, торговельні фірми. На практиці ця заборона порушувалась і призводила до злету спекуляції.
Провадилася політика натуралізації зарплати, тобто надання трудящим продовольства і предметів широкого вжитку безкоштовно або за твердими цінами замість усієї або частини зарплати. Такий захід був спричинений паралічем грошового обігу, нуліфікацією грошей, гострою нестачею товарів широкого вжитку і низькою оплатою праці. Тенденція до підвищення натуральної частини оплати праці зростала і наприкінці 1920 досягла майже 100 %. Втім деякі більшовики вважали катастрофічний стан грошової сфери благом, оскільки, мовляв, знецінення грошей дозволить легше від них відмовитися.
15 липня 1920 року з'явився декрет російського Раднаркому «Про розрахункові операції», дія якого негайно поширилася на територію України. Проголошувалося, що всі установи, підприємства та організації, які потребують будь-яких виробів, матеріалів або продуктів, зобов'язані для одержання їх звертатися у відповідні розподільчі радянські установи. Купівля на вільному ринкові заборонялася. Розрахунки між установами та підприємствами могли здійснюватися лише в безготівковій формі.
В грудні 1920 року розгорнулася безпосередня підготовка до скасування грошового обігу. Було підготовано проєкт заміни грошей «тродами» (трудовими одиницями). Напередодні запланованого скасування грошей (яке так і не відбулося), 4 грудня 1920 року Ленін підписав «Декрет про безкоштовний відпуск продовольчих продуктів і предметів широкого вжитку».

### Земельне питання
Знищення ринкових відносин, яке становило центральний пункт комуністичної доктрини, вимагало цілковитої ліквідації приватної власності на засоби виробництва. Тобто йшлося не лише про експропріацію буржуазії та поміщиків, а й про ліквідацію дрібних власників, які використовували в основному родинну працю й обходилися без постійного використання найманої робочої сили. Десятки мільйонів таких власників (селян, кустарів, ремісників, дрібних торговців) більшовики називали «дрібною буржуазією». У прийнятій навесні 1919 року партійній програмі підкреслювалося, що РКП(б) розглядає організацію радянських і колективних господарств як єдино можливий шлях до підвищення продуктивності землеробської праці. Фактично же йшлося не про ефективність виробництва, а про перетворення селян на таких же працівників одержавлених підприємств, якими були промислові робітники. Тому під час перерозподілу землі влада прагнула якнайбільше земель поміщицьких маєтків перетворити в радгоспи, комуни, артілі тощо, а не дати землю селянам.
Наприкінці 1918 року за безпосередньої участі В. Леніна було підготовано декрет «Про соціалістичний землеустрій і про заходи переходу до соціалістичного землеробства». Його основний зміст визначався однією фразою: «На всі види одноосібного землекористування треба дивитися як на скороминущі і відживаючі». Текст декрету було опубліковано лише 14 лютого 1919 року, після його апробації на Всеросійському з'їзді земельних відділів, комітетів незаможників і комун.
У другій половині 1920 року стала зримою небезпека колапсу виробництва внаслідок величезного недосіву. Недосів став безпосереднім результатом продрозкладки. Знаючи, що вироблену продукцію заберуть, селяни мали намір сіяти лише для власних потреб.
Щоб запобігти такій небезпеці, В. Ленін вносить на VIII Всеросійський з'їзд Рад законопроєкт «Про заходи щодо зміцнення й розвитку селянського сільського господарства». Відмовляючись від негайного запровадження радгоспів і комун, держава тепер бажала доповнити розкладку селянської продукції розкладкою засіву землі. Вважалося, що подвійна розкладка дасть можливість запобігти очікуваному катастрофічному скороченню посівів.
З'їзд затвердив законопроєкт 23 грудня 1920 року. Державними «уроками», які мали бути доведені до кожного двору, селяни поверталися у становище, в якому перебували до скасування кріпацтва 19 лютого 1861 року.

## В Україні
В Україні політика мала свою специфіку, по-перше, вона почалася пізніше, ніж в Росії (з 1919, а не 1918 року). По-друге, вона в одних питаннях була жорсткішою, наприклад державна монополія одразу поширювалася не лише на хліб, а й на цукор, сіль, чай, а в інших вільнішою — робилися спроби демократизувати управління економікою (платформа «децистів»). В Україні зберігалося чимало ненаціоналізованих середніх і дрібних підприємств, залишились у приватній власності невеликі вугільні шахти (з річним видобутком до 5 млн пудів вугілля), значно більшим виявився грошовий обіг, діяла споживча кооперація тощо. В цілому з одного боку Україна виявилася менш збільшовизованою, а місцеві кадри проявляли хоч якусь опозиційність, а з іншого більшовики прагли від України те, що їй треба було для самого існування режиму — хліба.

### Елементи воєнного комунізму в Україні
- червоний терор
- російський шовінізм (українська мова оголошувалась контрреволюційною — незаконною)
- радянське адміністрування (управління)

### Політико-юридичні передумови
З початку 1919 року радянські війська розпочали успішний наступ на Україну, вони зайняли: 3 січня — Харків, 12 січня — Чернігів, 19 січня — Полтаву, 27 січня — Катеринослав, 5 лютого — Київ, 18 березня — Вінницю, 10 березня — Херсон, 15 березня — Миколаїв, 6 квітня — Одесу, а 4-29 квітня — Крим. Тим самим на квітень 1919 року на більшості території України було знову встановлено Радянську владу. Знову почалося створення державного апарату Радянської влади в Україні. Держава дістала нову назву — Українська Соціалістична Радянська Республіка, яка була закріплена у першій Радянській конституції УСРР, затвердженій у березні 1919 року на ІІІ Всеукраїнському з'їзді Рад.
Вищим органом законодавчої влади став Всеукраїнський з'їзд Рад та його виконавчий орган — Всеукраїнський Центральний Виконавчий Комітет (ВУЦВК), головою якого з 1919 року став Г. І. Петровський, був на цій посаді до кінця 30-х років. Уряд у січні 1919 року було перейменовано на Раду Народних комісарів, очолив його Раковський (до 1923 року).
На початку березня 1919 року відбувся з'їзд КП(б)У. Для участі у його роботі ЦК РКП(б) направив Свердлова — найближчого соратника Леніна. III з'їзд КП(б)У, розглянувши проєкт Конституції УСРР, підкреслив, що вона має закріпити диктатуру пролетаріату у формі Республіки Рад. Враховуючи досвід державного будівництва в радянській Росії, III з'їзд КП(б)У визнав за необхідне для УСРР прийняти Конституцію РСФРР, з деякими змінами залежно від місцевих умов.
6 березня 1919 року у Харкові відкрився III Всеукраїнський з'їзд Рад, на який прибули 1887 делегатів, з яких 1435 були комуністами. На з'їзді виступив Свердлов, який від імені ЦК РКП(б) указав на необхідність зміцнення радянського ладу. Був заслуханий звіт Тимчасового робітничо-селянського уряду (Раднаркому) України, розглянуті військове, продовольче та земельне питання.
10 березня проєкт Конституції УСРР був поданий на розгляд і затвердження з'їзду Рад. З доповіддю про проєкт Конституції виступив член ЦК КП(б)У, нарком юстиції О. Хмельницький. Проти проєкту Конституції виступили ліві есери, які піддали критиці положення, що УСРР є республікою диктатури пролетаріату. III Всеукраїнський з'їзд Рад відкинув це заперечення і затвердив запропонований проєкт Конституції.

### Адміністративна політика
Структура влади мала наступну систему — ради збереглися лише в більш-менш значних, переважно повітових містах. На місцях замість виборних рад діяли надзвичайні органи влади «революційні комітети» (ревкоми). Там де вибори усе ж таки проводилися, комуністи усе одно повністю контролювали ради, втручаючись у вибори, не допускаючи до них небажаних осіб. Фактично в Україні радянська влада на той момент це класичний окупаційний режим лише злегка формально прикритий умовним допуском місцевого населення до управління.
В Україні було утворено Бюро з відбудови промисловості (Промбюро) на правах філії Вищої ради народного господарства (ВРНГ). При Раді Оборони (з квітня 1920 року — Раді Праці та Оборони) було створено Головний комітет зі здійснення трудової повинності (Головкомтруд) із мережею місцевих установ. 12 жовтня 1920 року Раднарком України прийняв постанову «Про табори примусових робіт». Організація мережі таборів покладалася на чекістів. Створювалося Центральне управління таборів (ЦУЛАГ). Наприкінці жовтня 1920 року в Україні було організовано перші сім трудових концтаборів.
Щоб сприяти реквізиціям, партія організовувала комітети незаможних селян (комнезами), члени яких мали переваги при розподілі землі, звільнялися від податків і діставали 10—20 % «здобичі».

### Економічна політика

Продзагін російських більшовиків перед грабунком України, Петроград, 1919 рік

В Україні, де комуністичні перетворення розгорнулися лише з початку 1919 року, націоналізація охопила всю велику промисловість відразу. Наслідки були такі ж самі як і в інших республіках. На початок 1921 року з 10773 підприємств на державному обліку робочими вважалися лише 4060. Сотні тисяч робітників залишалися без роботи, змушені були виїхати у село.
У 1920 році в Україні було створено органи примусових робіт, обладнано 18 концтаборів, через які пройшло 25-30 тисяч осіб.
З самого початку Україна цікавила більшовиків перш за все як джерело продовольства — після проголошення радянської влади в Харкові більшовики стали відправляти в центральну Росію ешелони з хлібом. До 1 березня 1918 року щоденно з України в Росію вирушало до 140 вагонів з продовольством, з 1 березня — до 300, а з 1 квітня — до 400 вагонів. Вивіз хліба супроводжувався реквізиціями, насильством над селянством, здійснювався терор над українським селом. Це було ще до формального запровадження в Україні політики воєнного комунізму.
12 квітня 1919 р. декретом ВУЦВК в Україні встановлювалася продовольча диктатура, а саме: була оголошена монополія держави на найважливіші продовольчі товари, якими розпоряджалися лише державні органи, розподіляючи їх у вигляді пайків та ін. Отримували ці продовольчі товари через продовольчу розкладку, за якою все зерно та ін., крім певного мінімуму, селяни повинні були здавати державі за встановленими нею ж цінами. На практиці ж забирали скільки треба було, без будь-якого відшкодування. Приватна торгівля харчовими продуктами заборонялася. Тобто продовольча диктатура безпосередньо зачіпляла інтереси селян як дрібних товаровиробників, підриваючи економічну основу їх існування.
Комуністичний розподіл і продрозкладка, на якій він базувався, в Україні запроваджувалися одним декретом ВУЦВК «Про загальнодержавний облік та розподіл продуктів і предметів домашнього господарства» від 12 квітня 1919 року. Продрозкладка встановлювалася в обсязі 140 мільйонів пудів хліба. Однак до білогвардійської окупації заготівельникам вдалося зібрати тільки 8 мільйонів пудів. Селяни ігнорували вимоги Наркомпроду й чинили збройний опір його працівникам.
Після поразки денікінських військ 26 лютого 1920 року новий закон про хлібну розкладку підписали голова уряду Х. Раковський і нарком продовольства М. Владимиров. Обсяг розкладки тепер дорівнював 160 мільйонів пудів зерна. У травні 1920 року було затверджено й розкладку на велику рогату худобу, овець, свиней, яйця, картоплю тощо. Були створені спеціальні продовольчі загони. З метою їх зміцнення до продзагонів було мобілізовано майже 15 тис. робітників, в тому числі понад 2 тис. членів більшовицької партії. Влітку 1920 року завдання щодо продрозкладки було покладено на 1 кінну армію Будьонного, що перекидалася на радянсько-польський фронт. З усім тим, селянство відмовлялося здавати хліб і до липня 1920 року загальний план продрозкладки, що становив 153 мільйонів пудів хліба, було виконано лише на 10 %. Щоб полегшити вилучення продовольства, утворювалися комітети незаможних селян. За допомогою комнезамів до кінця 1920 року заготівельникам вдалося зібрати 72 мільйонів пудів хліба.
Декрет «Про соціалістичний землеустрій і про заходи переходу до соціалістичного землеробства» який став радикальним поворотом у аграрній політиці збігся з відновлення радянської влади в Україні. Республіка, де ще зберігалося поміщицьке землеволодіння, була приречена перетворитися на іспитовий полігон у справі комунізації селянства. Реалізація декрету почалася з березня, хоча формально ЦВК Рад України продублював його лише 26 травня 1919 року. Навіть у малоземельних районах частина поміщицьких земель передавалася не селянам, а цукровим заводам під організацію радгоспів або тим, хто бажав утворити комуни. У відповідь селяни піднялися зі зброєю в руках проти радянської влади. На придушення повстань було кинуто підрозділи Червоної армії. Командування Внутрішнього фронту на чолі з К. Ворошиловим використало в боротьбі з селянами підрозділи інтернаціоналістів, сформовані для надання допомоги радянській Угорщині. Поширеною практикою в придушенні селянських повстань стали спалювання сіл, розстріли заложників, конфіскація майна. Червона армія, більшість якої становили селяни, в цій ситуації розклалася, і Україною заволоділи денікінські війська.
Після поразки денікінців Всеукрревком затвердив новий земельний закон, яким заборонялося відводити землю під радгоспи без згоди селян.

## Наслідки
Політика воєнного комунізму зламала господарство, саме її наслідком стало різке скорочення виробництва зерна. Але — на відміну від своєї майбутньої поведінки — радянський уряд не приховував наявності голоду й організував у країні та за кордоном масову кампанію допомоги голодним.
Катастрофічне становище в економіці призвело до різкого зростання невдоволення більшовиками, що вилилося у військові заколоти, великі робітничі страйки та селянські повстання, які у 1921 році охопили Росію та Україну. Хоч Червона армія й Чека нещадно придушували ці повстання (наприклад, для придушення Тамбовського повстання була використана хімічна зброя), Ленін був змушений визнати провал політики воєнного комунізму й необхідність піти на поступки, особливо селянам.
У праці «Про продовольчий податок» (квітень 1921 року) Ленін схарактеризував свою попередню політику, яку багато хто у більшовицькій партії вимагав продовжити, у недвозначних виразах: «Така політика була б дурістю й самогубством тієї партії, яка спробувала б її. Дурістю, бо ця політика економічно неможлива, самогубством, бо партії, які пробують подібну політику, зазнають неминучого краху».